# Rue Fondary
Rue Fondary je ulice v Paříži. Nachází se v 15. obvodu. Ulice nese jméno starosty bývalé obce Vaugirard v letech 1821–1830, zakladatele obce Grenelle.

## Poloha
Ulice vede od křižovatky s Rue de Lourmel a končí u Rue de la Croix-Nivert. Ulice je jednosměrná od Rue de Lourmel. Je od západu na východ. Směrem na západ pokračuje Rue Rouelle a na východě na ni navazuje Rue de l'Amiral Roussin.

## Historie
Bývalá cesta obce Grenelle vznikla kolem roku 1837 v rámci rozvoje obce. Mezi pařížské ulice byla integrována vyhláškou z 23. května 1863 a svůj současný název nese od roku 1867.

## Významné stavby a pamětihodnosti
- dům č. 6: kaple Panny Marie Milostivé v Grenelle
- dům č. 13: sídlo Association consistoriale israélite de Paris
- dům č. 24: Lycée Roger-Verlomme
- dům č. 25: sídlo letničního Assemblies of God